# Gilles Veissière
Gilles Veissière (* 18. September 1959 in Nizza) ist ein ehemaliger französischer Fußballschiedsrichter.

## Sportlicher Werdegang
Veissière rückte 1990 als Schiedsrichter in die Division 1 auf, bereits zwei Jahre später stand er auf der FIFA-Schiedsrichterliste und kam auf internationaler Ebene zum Einsatz. Dabei leitete er im März 1994 beim Aufeinandertreffen Spaniens und Kroatiens im Estadio Luis Casanova sein erstes A-Länderspiel, das Robert Prosinečki und Davor Šuker zugunsten des Gastes entschieden.
Im Sommer 1997 leitete Veissière Spiele bei der Junioren-Weltmeisterschaft 1997, im Herbst des Jahres war er Schiedsrichter beim Spiel einer Europa-Auswahl gegen eine FIFA-Weltauswahl im Marseiller Stade Vélodrome. In der Coupe de France 1997/98 übernahm er die Spielleitung des Endspiels zwischen Paris Saint-Germain und RC Lens, im erstmals im Stade de France ausgetragenen Endspiel des Wettbewerbs setzte sich der Hauptstadtklub mit 2:1 durch. Nachdem er zuvor bereits Spiele in EM- und WM-Qualifikation geleitet hatte, war er bei der EURO 2000 in zwei Gruppenspielen im Einsatz. Im folgenden Jahr leitete er das Endspiel um den UEFA-Pokal 2000/01 zwischen dem FC Liverpool und Deportivo Alavés im Dortmunder Westfalenstadion. Delfí Geli entschied per Eigentor zum 4:5 via Golden Goal die Partie, mit neun Treffern war das Spiel das bis dato torreichste Finale des Wettbewerbs. Veissière sprach dabei einen Platzverweis aus, der eingewechselte Spanier Magno Mocelin sah in der Verlängerung die Gelb-Rote Karte.
Bei der Weltmeisterschaftsendrunde 2002 gehörte Veissière zu den 14 UEFA-Schiedsrichtern und leitete erneut zwei Gruppenspiele. Auch zwei Jahre später war er wieder beim Endrundenturnier dabei, während der Europameisterschaft 2004 stand er ebenso bei zwei Gruppenspielen auf dem Feld. Ein Jahr nach dem Turnier schied er aus Altersgründen aus dem aktiven Schiedsrichterwesen aus, in der mittlerweile in Ligue 1 umbenannten höchsten Spielklasse Frankreichs hatte er bis dahin 254 Spiele geleitet.
Später war Veissière bei Canal+ als Schiedsrichterexperte insbesondere im Rahmen der Sendung Les Spécialistes tätig.